# Claudio Mastellari
Claudio Mastellari (Roma, 15 agosto 1915 – Schotten, 13 luglio 1951) è stato un pilota motociclistico italiano.

## Carriera
Claudio Mastellari è stato un campione italiano di motociclismo.
Nasce a Roma da Tito Mastellari di Sala Bolognese e da Emilia Morini.
Partecipa su Moto Guzzi 250 cc. ai campionati di motociclismo a Comminges il 7 agosto 1947 e 1949.
Partecipa al Gran Premio motociclistico di Svizzera corso il 2 e 3 luglio 1949 sul circuito di Bremgarten dove si classifica al 4º posto nella classe 250 su Moto Guzzi.
Si posiziona al 4º posto tra gli arrivati al traguardo nella classe 250 cc. del Gran Premio motociclistico delle Nazioni del 1950 che fu il sesto e ultimo appuntamento del motomondiale 1950 svoltosi il 10 settembre 1950 sul circuito di Monza.
Muore all'età di 35 anni il 13 luglio 1951 a Schotten, in Germania, durante una competizione motociclistica, lasciando la moglie Licia Di Gravio di 31 anni e i due figli Laura di 9 e Bruno Massimo di 6 anni.
È citato ne "I personaggi della storia di Duilio Guzzi